# Merluccius gayi peruanus
Merluccius gayi peruanus is een ondersoort van de straalvinnige vissen uit de familie van de heken (Merlucciidae). De wetenschappelijke naam van de soort is voor het eerst geldig gepubliceerd in 1954 door Ginsburg.